# Vexillum (Pusia) zebrinum
Vexillum (Pusia) zebrinum is een slakkensoort uit de familie van de Costellariidae. De wetenschappelijke naam van de soort is voor het eerst geldig gepubliceerd in 1839 door d'Orbigny in Webb & Berthelot.

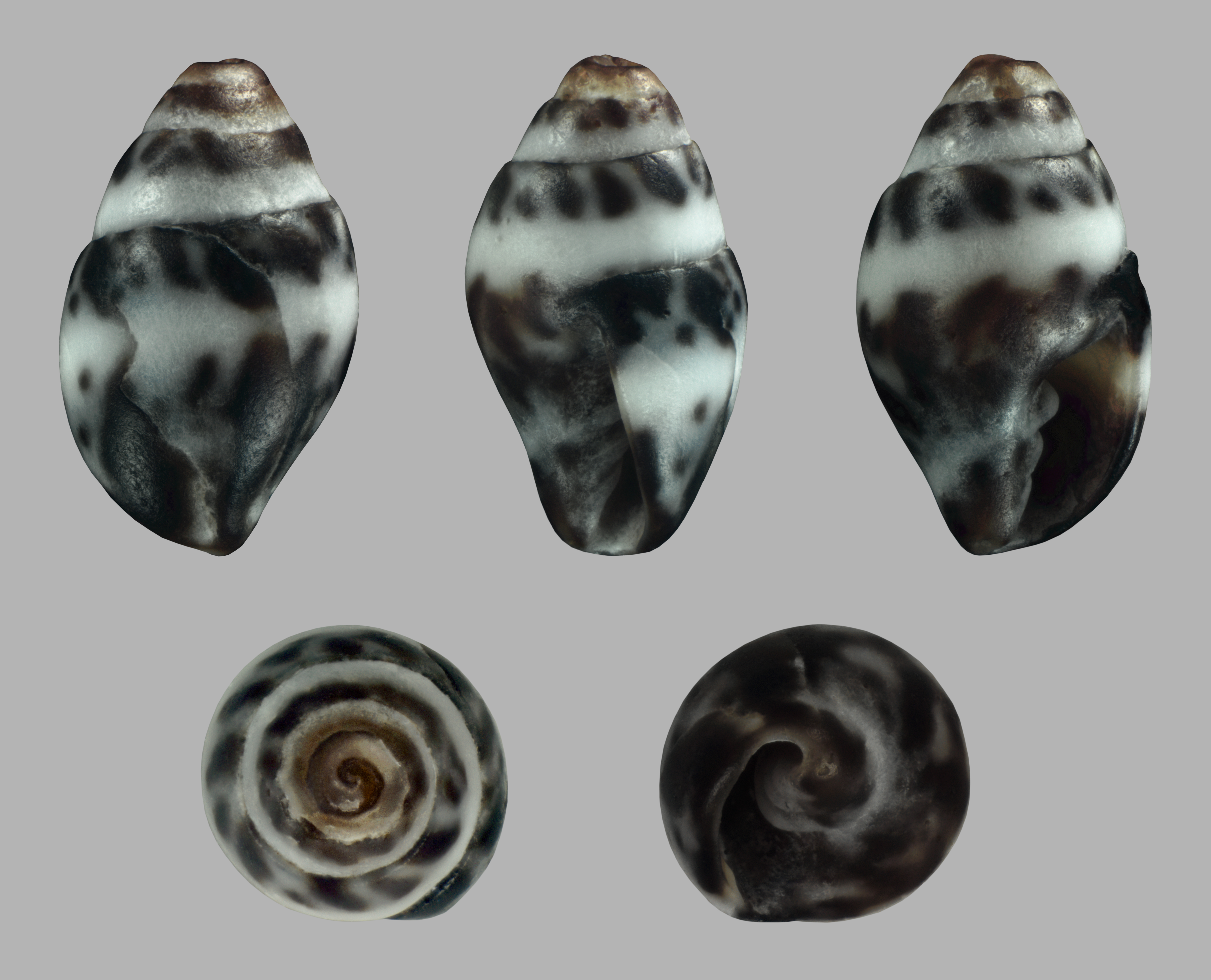
Gevlekte vorm
Gestreepte vorm